# Уоллес, Ли
Ли Уо́ллес (англ. Lee Wallace; род. 1 августа 1987, Эдинбург, Шотландия) — шотландский футболист, выступающий на позиции защитника. Выступал за национальную сборную Шотландии.

## Клубная карьера

### «Харт оф Мидлотиан»
Уоллес является воспитанником шотландского клуба «Харт оф Мидлотиан».
1 июля 2004 года Ли подписал с «сердцами» свой первый профессиональный контракт.
Дебют Уоллеса в первой команде «Хартс» состоялся 5 февраля 2005 года — в этот день в рамках Кубка Шотландии эдинбургцы встречались с «Килмарноком». Спустя три дня в переигровке поединка против «килли» Ли открыл счёт своим голам за «Харт оф Мидлотиан». Мяч получился очень красивым — заметив, что вратарь «Килмарнока», Алан Комби, вышел далеко из ворот, Уоллес ударом-«парашютом» примерно с 70 метров поразил ворота противника, перекинув снаряд через голкипера.
Летом 2006 года в прессе появились сообщения, в которых говорилось, что молодой защитник вскоре покинет Эдинбург и пополнит ряды «Данди Юнайтед». Однако руководство «сердец» пресекло эти пересуды, заявив, что не собирается продавать Уоллеса «ни за какие деньги». Месяц спустя Ли подписал с «Харт оф Мидлотиан» новое 5-летнее соглашение о сотрудничестве.
По итогам сезона 2008/09 болельщики эдинбургского клуба признали молодого защитника «Игроком года». Ранее, в феврале, Уоллес удостоился награды «Молодого игрока месяца шотландской Премьер-лиги».
7 сентября 2010 года, защищая цвета национальной сборной Шотландии в отборочном матче к чемпионату Европы 2012 против Лихтенштейна, Ли получил тяжелейшую травму — разрыв крестообразных связок колена. В официальном заявлении пресс-службы «Харт оф Мидлотиан» было сказано, что лечение займёт от шести до девяти месяцев. Впервые после этого повреждения Уоллес появился на поле 18 января 2011 года, когда «сердца» встречались с «Килмарноком».
Всего за семь лет, проведённых в составе «Харт оф Мидлотиан» Уоллес провёл 160 матчей, забил четыре гола.

### «Рейнджерс»
22 июня 2011 года «Хартс» отклонили предложение в 300 тысяч фунтов стерлингов за своего вице-капитана, сделанное грандом шотландского футбола глазговским клубом «Рейнджерс». Неделю спустя «джерс» вернулись с увеличенной трансферной ставкой в размере миллиона фунтов, но их вновь ждал отказ эдинбургцев. 30 июня на специальной пресс-конференции представители «сердец» заявили, что готовы расстаться с Уоллесом, но только за сумму не меньшую трёх миллионов фунтов. В то же время свой интерес к Ли высказал английский «Вулверхэмптон Уондерерс», но до конкретных предложений «волки» так и не дошли.
21 июля «Харт оф Мидлотиан» всё же согласился продать Уоллеса в «Рейнджерс» за полтора миллиона фунтов. В тот же день Ли прибыл на «Айброкс» и после успешного прохождения медосмотра подписал с глазговцами пятилетний контракт. 26 июля, проведя в рамках третьего квалификационного раунда Лиги чемпионов полный матч против шведского «Мальмё», Уоллес дебютировал в первом составе «джерс». 24 декабря того же года защитник забил свой первый гол за «Рейнджерс», поразив ворота «Сент-Миррена». Тем не менее его команда уступила в этом поединке со счётом 1:2.

### Клубная статистика
| Клуб                         | Сезон                        | Чемпионат | Чемпионат | Кубок | Кубок | Кубок Лиги | Кубок Лиги | Кубок вызова | Кубок вызова | Еврокубки | Еврокубки | Итого | Итого |
| Клуб                         | Сезон                        | Игры      | Голы      | Игры  | Голы  | Игры       | Голы       | Игры         | Голы         | Игры      | Голы      | Игры  | Голы  |
| ---------------------------- | ---------------------------- | --------- | --------- | ----- | ----- | ---------- | ---------- | ------------ | ------------ | --------- | --------- | ----- | ----- |
| Харт оф Мидлотиан            | 2004/05                      | 13        | 0         | 4     | 1     | —          | —          | —            | —            | —         | —         | 17    | 1     |
| Харт оф Мидлотиан            | 2005/06                      | 13        | 0         | —     | —     | 2          | 0          | —            | —            | —         | —         | 15    | 0     |
| Харт оф Мидлотиан            | 2006/07                      | 17        | 0         | 2     | 0     | —          | —          | —            | —            | 4         | 0         | 23    | 0     |
| Харт оф Мидлотиан            | 2007/08                      | 21        | 0         | 1     | 0     | 1          | 0          | —            | —            | —         | —         | 23    | 0     |
| Харт оф Мидлотиан            | 2008/09                      | 34        | 2         | 2     | 0     | 1          | 0          | —            | —            | —         | —         | 37    | 2     |
| Харт оф Мидлотиан            | 2009/10                      | 32        | 1         | —     | —     | 3          | 0          | —            | —            | —         | —         | 35    | 1     |
| Харт оф Мидлотиан            | 2010/11                      | 9         | 0         | —     | —     | 1          | 0          | —            | —            | —         | —         | 10    | 0     |
| Всего за «Харт оф Мидлотиан» | Всего за «Харт оф Мидлотиан» | 139       | 3         | 9     | 1     | 8          | 0          | 0            | 0            | 4         | 0         | 160   | 4     |
| Рейнджерс                    | 2011/12                      | 28        | 2         | 2     | 0     | —          | —          | —            | —            | 4         | 0         | 34    | 2     |
| Рейнджерс                    | 2012/13                      | 30        | 3         | 3     | 0     | 4          | 1          | 2            | 0            | —         | —         | 39    | 4     |
| Всего за «Рейнджерс»         | Всего за «Рейнджерс»         | 58        | 5         | 5     | 0     | 4          | 1          | 2            | 0            | 4         | 0         | 73    | 6     |
| Всего за карьеру             | Всего за карьеру             | 197       | 8         | 14    | 1     | 12         | 1          | 2            | 0            | 8         | 0         | 233   | 10    |

(откорректировано по состоянию на 30 марта 2013)

## Сборная Шотландии
Уоллес в составе сборной Шотландии (до 19 лет) принял участие в чемпионате Европы среди юношеских команд 2006, проходившем в Польше. На этом турнире юные «горцы» дошли до финала, где уступили сверстникам из Испании со счётом 0:1. Ли провёл все пять матчей «тартановой армии» на этом турнире.
В 2007 году Уоллес защищал цвета национальной команды Шотландии для игроков до 20 лет на мировом первенстве среди молодёжных команд, где сыграл три поединка — против Японии, Нигерии и Коста-Рики.
В том же году Ли дебютировал в молодёжной сборной Шотландии. Всего за команду для игроков до 21 года Уоллес сыграл девять матчей.
Дебют Ли в первой сборной Шотландии состоялся 10 октября 2009 года, когда «тартановая армия» в товарищеском поединке состязалась с Японией.
На сегодняшний день Уоллес провёл шесть матчей в составе «горцев».

### Матчи и голы за сборную Шотландии
| № | Дата            | Место                             | Оппонент    | Счёт | Голы Уоллеса | Соревнование                                      |
| 1 | 10 октября 2009 | «Ниссан», Иокогама, Япония        | Япония      | 0:2  | —            | Товарищеский матч                                 |
| 2 | 14 ноября 2009  | «Кардифф Сити», Кардифф, Уэльс    | Уэльс       | 0:3  | —            | Товарищеский матч                                 |
| 3 | 3 марта 2010    | «Хэмпден Парк», Глазго, Шотландия | Чехия       | 1:0  | —            | Товарищеский матч                                 |
| 4 | 11 августа 2010 | «Росунда», Стокгольм, Швеция      | Швеция      | 0:3  | —            | Товарищеский матч                                 |
| 5 | 7 сентября 2010 | «Хэмпден Парк», Глазго, Шотландия | Лихтенштейн | 2:1  | —            | Отборочный матч чемпионата Европы по футболу 2012 |
| 6 | 27 мая 2012     | «Ивербанк Филд», Джэксонвилл, США | США         | 1:5  | —            | Товарищеский матч                                 |

Итого: 6 матчей / 0 голов; 2 победы, 0 ничьих, 4 поражения.
(откорректировано по состоянию на 27 мая 2012)

### Сводная статистика игр/голов за сборную
| Сборная          | Год              | Отборочные матчи ЧМ | Отборочные матчи ЧМ | Финальные матчи ЧМ | Финальные матчи ЧМ | Отборочные матчи ЧЕ | Отборочные матчи ЧЕ | Финальные матчи ЧЕ | Финальные матчи ЧЕ | Товарищеские матчи | Товарищеские матчи | Итого | Итого |
| Сборная          | Год              | Игры                | Голы                | Игры               | Голы               | Игры                | Голы                | Игры               | Голы               | Игры               | Голы               | Игры  | Голы  |
| ---------------- | ---------------- | ------------------- | ------------------- | ------------------ | ------------------ | ------------------- | ------------------- | ------------------ | ------------------ | ------------------ | ------------------ | ----- | ----- |
| Шотландия        | 2009             | —                   | —                   | —                  | —                  | —                   | —                   | —                  | —                  | 2                  | 0                  | 2     | 0     |
| Шотландия        | 2010             | —                   | —                   | —                  | —                  | 1                   | 0                   | —                  | —                  | 2                  | 0                  | 3     | 0     |
| Шотландия        | 2012             | —                   | —                   | —                  | —                  | —                   | —                   | —                  | —                  | 1                  | 0                  | 1     | 0     |
| Всего за карьеру | Всего за карьеру | 0                   | 0                   | 0                  | 0                  | 1                   | 0                   | 0                  | 0                  | 5                  | 0                  | 6     | 0     |

(откорректировано по состоянию на 27 мая 2012)

## Достижения

### Командные достижения
«Рейнджерс»
- Победитель Третьего дивизиона шотландской Футбольной лиги: 2012/13

 Сборная Шотландии (до 19 лет)
- Вице-чемпион Европы: 2006

### Личные достижения
- Лучший игрок года «Харт оф Мидлотиан» по версии болельщиков клуба: 2009
- Молодой игрок месяца шотландской Премьер-лиги: февраль 2009

## Личная жизнь
В августе 2006 года Уоллес был задержан полицией Эдинбурга по обвинению в хранении огнестрельного оружия. После детального обыска дома футболиста, он был отпущен за отсутствием доказательств. Три месяца спустя Ли признался, что действительно хранит оружие дома, но не огнестрельное, а пневматическое. Суд Эдинбурга вынес постановление, что Уоллес должен заплатить штраф в размере полутора тысяч фунтов стерлингов.
В мае 2009 года футболист вновь был доставлен в один из полицейских участков шотландской столицы. На этот раз ему вменялось нарушение общественного порядка в ночном клубе «Lava & Ignite». В частности, Уоллес пистолетом угрожал швейцару увеселительного заведения. Впоследствии это обвинение было с Ли снято, и он был оштрафован на 1100 фунтов за драку с охранниками клуба.